# Lioubim
Lioubim (en russe : Любим) est une ville de l'oblast de Iaroslavl, en Russie, et le centre administratif du raïon de Lioubim. Sa population s'élevait à 5 039 habitants en 2020.

## Géographie
Lioubim est arrosée par la rivière Outchi Obnorou, un affluent de la Kostroma, et se trouve à 69 km au nord-nord-ouest de Kostroma, à 95 km à l'est de Iaroslavl et à 345 km au nord-est de Moscou.

## Histoire
Connue depuis 1546, Lioubim reçut le statut de ville en 1777. Lioubim possède une gare de chemin de fer sur la ligne Danilov – Bouï et des industries du bois.

## Population
Recensements ou estimations de la population
| 1856  | 1897* | 1926* | 1939* | 1959* | 1970* | 1979* |
| ----- | ----- | ----- | ----- | ----- | ----- | ----- |
| 2 200 | 3 000 | 3 693 | 7 100 | 7 619 | 7 722 | 7 374 |

| 1989* | 2002* | 2010* | 2012  | 2013  | 2014  | 2015  |
| ----- | ----- | ----- | ----- | ----- | ----- | ----- |
| 7 074 | 6 254 | 5 555 | 5 341 | 5 328 | 5 177 | 5 150 |

| 2016  | 2017  | 2018  | 2019  | 2020  | - | - |
| ----- | ----- | ----- | ----- | ----- | - | - |
| 5 137 | 5 125 | 5 076 | 5 068 | 5 039 | - | - |